# Tymopoetyna
Tymopoetyna – hormon produkowany przez grasicę, przyspiesza dojrzewanie limfocytów T. Stanowi bloker receptora nikotynowego acetylocholiny w synapsie nerwowo-mięśniowej płytki motorycznej. Działanie to jest prawdopodobnie odpowiedzialne za patomechanizm miastenii (nużliwości mięśni), osłabienia mięśni szkieletowych po intensywnym wysiłku fizycznym. Ponadto tymopoetyna hamuje przewodzenie impulsu w czasie skurczu mięśnia w płytce ruchowej oraz wzmaga limfopoezę.
Wyróżnia się tymopoetynę I i tymopoetynę II.